# Grupo de Contato Ocidental
O Grupo de Contato Ocidental (em inglês:  Western Contact Group; WCG), representando três dos cinco membros permanentes do Conselho de Segurança da ONU - França, Reino Unido e Estados Unidos - e incluindo o Canadá e a Alemanha Ocidental, lançou um esforço diplomático conjunto em 1977 para trazer uma transição internacionalmente aceitável para a independência da Namíbia, após uma década de ocupação ilegal pelo regime do apartheid da África do Sul.

## Diplomacia internacional
Os esforços do Grupo de Contacto Ocidental levaram à apresentação em 1978 da Resolução 435 do Conselho de Segurança das Nações Unidas para resolver o problema da Namíbia. A Proposta de Regularização (em inglês:  Settlement Proposal), como ficou conhecida, foi elaborada após longas consultas pelo Grupo de Contato Ocidental com a África do Sul, os Estados da Linha da Frente (Angola, Botsuana, Moçambique, Tanzânia, Zâmbia e Zimbábue), juntamente com a Organização do Povo do Sudoeste Africano (SWAPO) e o então Comissário das Nações Unidas para a Namíbia, Martti Ahtisaari. Apelou à realização de eleições na Namíbia sob supervisão e controle da ONU, à cessação de todos os atos hostis por parte de todos os intervenientes e às restrições às atividades dos militares, paramilitares e policiais sul-africanos e namibianos.
Embora a África do Sul tenha concordado em cooperar para alcançar a implementação da Resolução 435, realizou eleições unilateralmente na Namíbia que foram boicotadas pela SWAPO e alguns outros partidos políticos. A África do Sul continuou a administrar a Namíbia por meio de suas coalizões multirraciais instaladas e um Administrador-Geral nomeado. As negociações após 1978 centraram-se em questões como a supervisão das eleições relacionadas com a implementação da Proposta de Regularização.
O Grupo de Contato Ocidental foi o primeiro Grupo de Contato Internacional e um exemplo para formas informais ad-hoc posteriores de gerenciamento de crise diplomática.

## Acordo condicional
Mais uma década se passou até que a África do Sul assinou os Acordos de Nova Iorque concordando em conceder independência à Namíbia, mas com a condição de que as tropas cubanas fossem retiradas da vizinha Angola e que a ajuda militar soviética a Angola cessasse.
A Namíbia finalmente alcançou sua independência em 21 de março de 1990.